# Proserpine (Queensland)
Pour les articles homonymes, voir Proserpine (homonymie).

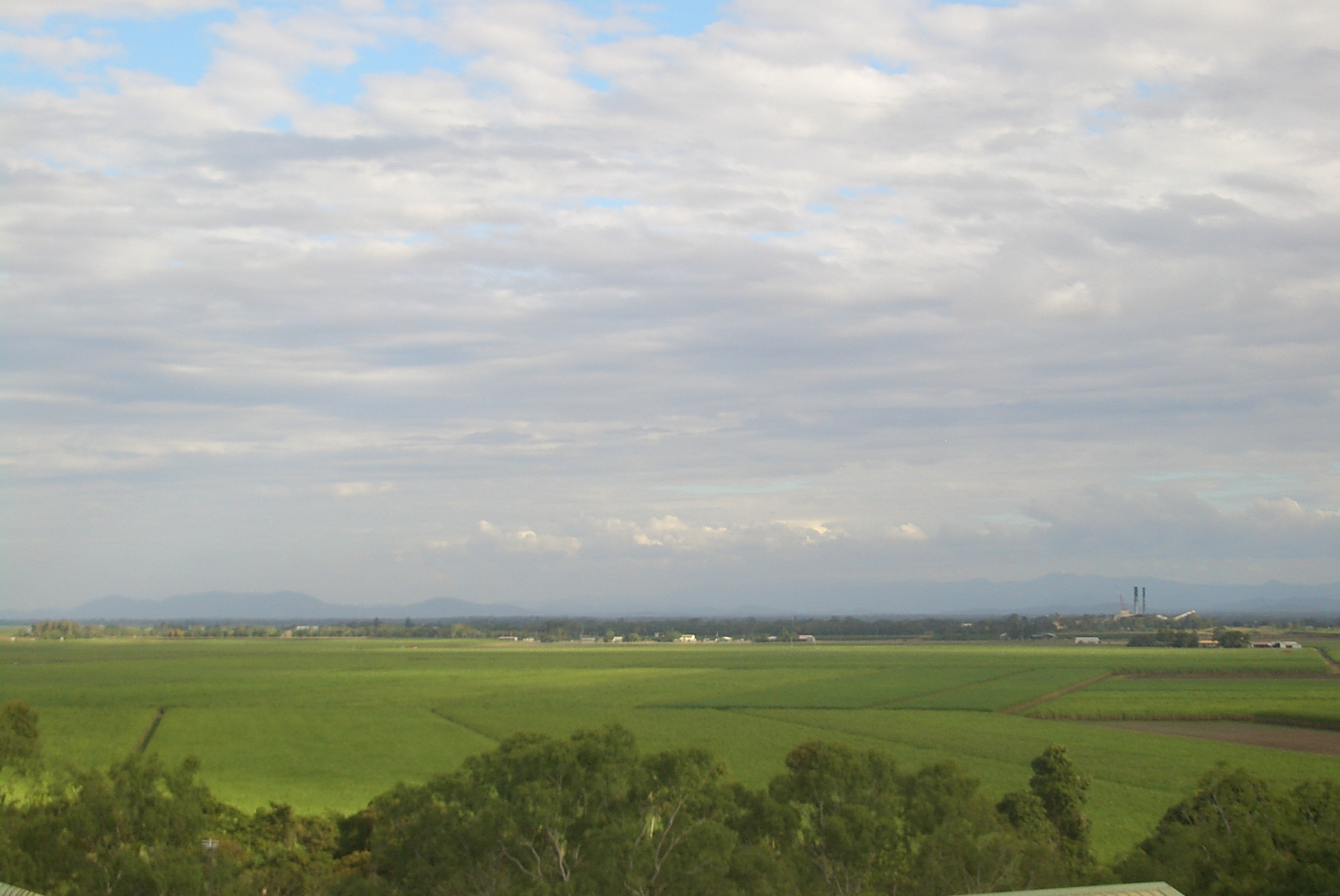
La petite ville de Proserpine, avec sa sucrerie (à droite), dans les champs de canne à sucre

Proserpine (3 316 habitants) est une ville située sur la Bruce Highway, dans l'État du Queensland. L'économie de la ville repose principalement sur la production de sucre et le tourisme. Ses premiers habitants, dans les années 1880, lui donnèrent le nom de la déesse grecque Perséphone (en latin Proserpine).